# Tiro con l'arco ai Giochi dei piccoli stati d'Europa
Il tiro con l'arco è inserito nel programma dei Giochi dei piccoli stati d'Europa dalla diciassettesima edizione che si è svolta nel 2017.

## Edizioni
| Giochi | Anno | Sede           | Gare          |
| ------ | ---- | -------------- | ------------- |
| XVII   | 2017 | Fonte dell'Ovo | 8             |
| XVIII  | 2019 | Montenegro     | Non disputato |
| XIX    | 2023 | Malta          | Non disputato |
| XX     | 2025 | Andorra        | Non disputato |

## Medagliere complessivo
Aggiornato alla ventesima edizione
| Posiz. | Nazione     | Oro | Argento | Bronzo | Totale |
| ------ | ----------- | --- | ------- | ------ | ------ |
| 1      | Lussemburgo | 4   | 4       | 1      | 9      |
| 2      | Cipro       | 3   | 3       | 1      | 7      |
| 3      | Islanda     | 1   | 0       | 4      | 5      |
| 4      | San Marino  | 0   | 1       | 0      | 1      |
| 5      | Andorra     | 0   | 0       | 1      | 1      |
| 5      | Montenegro  | 0   | 0       | 1      | 1      |
| Totale | Totale      | 8   | 8       | 8      | 24     |